# Scribd
Scribd (вимовляється [ˈskrɪbd]) — вебсайт, на якому кожен може публікувати документи в різних форматах і вставляти їх у вебсторінку, використовуючи формат iPaper. Scribd був заснований Трипом Адлером (Trip Adler), Тихоном Бернстамом (Tikhon Bernstam) та Джаредом Фрідманом (Jared Friedman) в 2006. Головними конкурентами для Scribd є Docstoc, edocr, WePapers та Issuu.